# Обмеження рамками (соціальні науки)
Ефект обмеження рамками або фреймінг (англ. framing effect) — це когнітивне упередження, коли люди реагують на певний вибір по різному залежно від контексту, тобто того, як такий вибір подається — як програш чи виграш. Люди схильні уникати ризику, коли вибір поданий у позитивному оточенні (тобто, наприклад, виглядає гірше, ніж інші варіанти), але приймати такий ризик, коли вибір поданий у негативному оточенні. Виграш та програш у сценарії визначаються як описи наслідків (наприклад, при аварії життя врятовані чи втрачені, хворі отримали допомогу чи ні тощо).
Теорія перспектив показує, що втрата є вагомішою, ніж еквівалентний виграш, що 100%-ому виграшу (ефект упевненості та ефект псевдовпевненості) надається перевага перед імовірним виграшем, а ймовірна втрата має перевагу над 100% втратою. Однією з небезпек ефекту обмеження рамками є те, що людям часто подають варіанти у контексті лише однієї або двох рамок.
Концепція обмеження рамками допомагає зрозуміти аналіз фреймів у суспільних рухах і при формуванні політичної думки у випадках, коли спіндоктори відіграють велику роль у опитуваннях політичної думки, що навмисно сформовані таким чином, щоби сприяти отриманню відповідей на користь організації, яка замовила таке опитування. Висунуто припущення, що використання техніки спіндокторства дискредитує політичні опитування, оскільки зменшує чи нівелює надійну інформацію, що надається людям.
Когнітивне упередження фреймінгу може виникати, коли людина формує своє думку на основі того, як було представлена інформація, а не на основі її справжнього значення. Наприклад, людина може сформувати негативну думку про певну політичну організацію, якщо її діяльність була представлена в негативному світлі у загальнодоступних медіа.
Когнітивне упередження обмеження рамками може виникати, коли людина обмежує своє розуміння реальності шляхом ігнорування інформації, що не відповідає її припущенням чи очікуванням. Наприклад;
Для дітей: Когнітивне упередження фреймінгу може виникати, коли дитина формує уявлення про іншу дитину шляхом ігнорування того, що ця дитина робить добрі речі, а лише сконцентрується на тому, що вона робить неправильно.

## Дослідження
В 1981 році Амос Тверскі та Деніел Канеман досліджували, як різна побудова речення впливала на реакцію учасників у гіпотетичній ситуації щодо вибору між життям і смертю.
Учасників просили обрати між двома варіантами лікування для 600 людей, заражених смертельно небезпечною хворобою. Прогноз щодо лікування A — 400 померлих від хвороби, а щодо лікування B — шанс у 33%, що ніхто не помре та шанс у 66% — що помруть усі хворі. Але ці два варіанти подавали учасникам у двох рамках — позитивній (тобто скільки виживе) або негативній (скільки помре).
| Рамка     | Лікування A         | Лікування B                                                                      |
| --------- | ------------------- | -------------------------------------------------------------------------------- |
| Позитивна | «Врятує 200 життів» | «Ймовірність 33% врятувати всіх 600 людей, ймовірність 66% не врятувати нікого.» |
| Негативна | «400 людей помруть» | «Ймовірність 33%, що ніхто не помре, ймовірність 66%, що помруть всі 600 людей.» |

Лікування A обрало 72% учасників, коли було подано у позитивній рамці («Врятує 200 життів») і лише 22% учасників, коли подано у негативній («400 людей помруть»).
Цей ефект було продемонстровано і в інших умовах:
- 93% студентів-докторантів зареєструвалися завчасно, коли було підкреслено штраф за пізню реєстрацію, проти лише 67%, коли та ж сума подавалася як знижка за ранню реєстрацію[6];
- 62% людей не погодилися з дозволом на «публічне засудження демократії», але лише 46% людей погодилися, що правильним є «заборонити публічне засудження демократії»[7];
- більше людей підтримують економічну політику, коли підкреслюється рівень зайнятості, ніж коли підкреслюється відповідний рівень безробіття[5];
- окремі дослідники вважають, що досудове тримання під вартою підвищує бажання підозрюваного прийняти угоду про визнання провини, оскільки його фреймом в цей час є ув'язнення, а не свобода, і визнання провини розглядається ним як подія, що скоротить його ув'язнення, а не подія, яка його запроторить у в'язницю[8].

### Порушення екстенсіональності
У логіці, екстенсіональність вимагає, щоби «дві формули з однаковим значенням істинності при будь-яких присвоєннях істинності були взаємозамінні у реченні, яке містить одну з цих формул», або простіше, об'єкти, які мають однакові зовнішні якості, є рівними. У застосуванні до ухвалення рішень це означає, що на ухвалення рішення щодо проблеми не повинно впливати те, як проблема описана. Для виконання принципу екстенсіональності різні описи однієї проблеми не повинні мати наслідком різні її рішення. Коли ж рішення приймаються на основі інформації, що проблеми не стосується, це є порушенням екстенсіональності.

## Фактори розвитку
Ефект обмеження рамками є одним з найбільш сильних упереджень у царині ухвалення рішень. Загалом, з віком вплив ефекту зростає. Вплив віку особливо важливий у таких сферах, яка охорона здоров'я та фінансові рішення. Цікавим однак є, що ефект обмеження рамками практично непомітний при використанні другої мови. Одним з пояснень цього може бути, що використання другої мови надає більшу когнітивну та емоційну відстань від рішення, ніж при використанні рідної мови. Іноземна мова також обробляється мозком менш автоматично, ніж рідна, що веде до більшого обмірковування, і це впливає на ухвалення більш систематичних рішень.

### Дитинство та підлітковий вік
По мірі зростання дітей, вплив ефекту обмеження рамками зростає, це частково тому, що якість розуміння збільшується з віком: діти дошкільного віку з більшою ймовірністю приймуть рішення на основі кількісних характеристик, наприклад ймовірності результату, діти молодшого та старшого шкільного віку все більше піддаються ефекту обмеження рамками і з більшою ймовірністю будуть розмірковувати якісно, надаючи перевагу гарантованому виграшу у фреймі виграшу та ризикованому варіанту у фреймі програшу, незалежно від ймовірностей. Зростання якісного мислення пов'язано зі зростанням мислення у форматі «вхопити суть», яке супроводжує нас по життю.
Однак якісне мислення, а отже здатність піддаватись ефекту обмеження рамками, у підлітків все ж менша ніж у дорослих, і підлітки частіше ніж дорослі обирають ризиковані варіанти в обох варіантах фрейму (виграш та програш) запропонованого сценарію. Одним з пояснень підліткової схильності до ризикованих виборів є відсутність/нестача у них реального негативного досвіду, а тому надмірне спирання на свідому оцінку ризиків та переваг, фокусуючись на окремій інформації та деталях або на кількісному аналізі. Це зменшує вплив ефекту обмеження рамками та веде до більшої послідовності між рамками у запропонованому сценарії.

### Молоді дорослі
Молоді дорослі з більшою ймовірністю ніж старші люди обиратимуть ризик у рамці програшу.
У численних дослідженнях поведінки студентів, дослідники з'ясували, що студенти з більшою ймовірністю обирають варіанти з позитивною рамкою. Наприклад, вони швидше отримають задоволення від м'ясної страви, на 75% пісної, ніж на 25% жирної, або використають презервативи, в рекламі яких сказано, що вони на 95% надійні, ніж ті, де ризик 5%.
Молоді дорослі особливо піддаються ефекту обмеження рамками у погано окресленій проблемі, де не існує правильної відповіді і людині потрібно на власний розсуд обрати значущу інформацію. Наприклад, студенти більше схильні придбати щось, як от квиток на кіно, після того, як загубили суму грошей, екв. його вартості, ніж якщо загубили сам цей предмет.

### Старші дорослі
У літніх людей ефект обмеження рамками виявляється найсильніше з усіх вікових категорій Однією з причин може бути посилене упередження негативності, хоча деякі дослідники вважають, що воно насправді з віком зменшується. Іншою причиною може бути менша доступність когнітивних ресурсів у літніх людей, а отже більша схильність їх мозку покладатися на менш когнітивно вибагливі стратегії при ухваленні рішень. Вони мають тенденцію покладатися лише на легкодоступну інформацію (або рамки), незалежно від того, чи ця інформація має стосунок до проблеми, з якої треба ухвалити рішення. Декілька досліджень продемонстрували, що молодші дорослі приймають менш упереджені рішення, ніж літні люди, тому, що вони засновують свій вибір на інтерпретації зв'язків між подіями та краще застосовують стратегії ухвалення рішень, що вимагають когнітивних ресурсів, напр. навички робочої пам'яті. Натомість літні люди приймають рішення на основі негайної реакції на виграш/програш.
Внаслідок такої нестачі когнітивних ресурсів у літніх людей, як напр. гнучкість у стратегіях ухвалення рішень, вони можуть легше піддаватися емоційним рамкам ніж молодші люди. Крім того, з віком люди приймають рішення швидше, але цікаво, що коли старших дорослих спонукають до перегляду рішення, вони роблять менш упереджений вибір, ніж при першому рішенні.
Таке зростання впливу ефекту ухвалення рішень з віком може мати серйозні наслідки, особливо у медичному контексті — оскільки вони більш сильно реагують на включення або виключення зовнішніх деталей, вони з більшою ймовірністю прийматимуть серйозні медичні рішення на підставі того, яка доктор «оформить» два варіанти рішення, а не на основі якісних різниць між ними. Це може спричинити неадекватне ухвалення ними рішень. Так при обговоренні варіантів лікування раку, коли вони описуються у позитивній, нейтральній чи негативній рамці, літні люди суттєво більше погодяться на варіант лікування, поданий у позитивній рамці, ніж на той самий варіант, але у негативній чи нейтральній.
Крім того, обмеження рамками часто веде до непослідовності у виборі — зміна якості опису після початкового вибору може спричинити у старших дорослих зміну такого рішення на користь альтернативного варіанту. Старші дорослі краще пам'ятають твердження з позитивною рамкою, ніж з негативною, що було продемонстровано у дослідженні на пригадування тверджень у брошурах з питань здоров'я.

## Подальше читання
- Kühberger, Anton; Tanner, Carmen (2010). Risky choice framing: Task versions and a comparison of prospect theory and fuzzy-trace theory. Journal of Behavioral Decision Making. 23 (3): 314—329. doi:10.1002/bdm.656.